# Kurpfalz (région)
Pour Kurpfalz, voir Palatinat du Rhin et Palatinat.
La région de Kurpfalz (Palatinat électoral) est, au sens le plus large, la région de l’Allemagne d’aujourd’hui dans laquelle des dialectes du Palatinat électoral (Kurpfälzische Dialekte) sont parlés. Dans un sens plus étroit, il doit être compris comme la partie de l’électorat historique dans le Bade-Wurtemberg d’aujourd’hui (voir Palatinat électoral), c’est-à-dire la région de Mannheim / Heidelberg.
Tout comme la Souabe d’aujourd’hui, le Kurpfalz n’a pas de frontières fixes. Cependant, le Palatinat électoral est séparé du Palatinat par le Rhin.

## Formation de concepts
Le nom Pfalz est dérivé de la colline romaine Palatine, sur laquelle le palais de l’empereur romain était situé dans les temps anciens. Palatinat est dérivé du nom d’une cour royale ressemblant à un château (Königspfalz), que les rois et empereurs francs et allemands depuis les Mérovingiens jusqu’à l’époque de Staufer avaient construit dans des lieux importants. 
Le Comte palatin près du Rhin (Pfalzgraf bei Rhein), en tant que Erztruchsess de l’Ancien Empire, était responsable de la tenue de la cour impériale (palatinat impérial). Le nom de sa fonction a ensuite été transféré dans le pays qu’il dirigeait.
Ce n'est que la Bulle d'or (1356), dans laquelle la dignité électorale du comté du Palatinat près du Rhin (latin : comes palatinus Rheni), le terme Kurpfalz s’est développé. 

## Dialecte
Les Kurpfälzer (les habitants du Palatinat électoral) sont plus susceptibles d’être des locuteurs d'un dialecte particulier que d’un groupe ethnique. La raison en est que le Palatinat électoral historique comprenait de nombreuses zones dispersées le long du Rhin supérieur, du Rhin moyen et de la Moselle, qui avaient souvent leur propre identité. Aujourd’hui, des parties de l'ancien électorat sont situées dans le Bade-Wurtemberg, la Rhénanie-Palatinat, la Hesse, la Bavière et l’Alsace. Cette division se manifestait déjà vers 1800 au cours des Guerres de Coalitions, lorsque la rive droite de l’Électorat fut rattachée à Baden, tandis que la rive gauche du Rhin passa au Premier Empire puis au Royaume de Bavière. Le terme Kurpfälzer est souvent utilisé comme démarcation au sein du Bade-Wurtemberg par rapport aux Franken à l’est, aux Wurtemberger (ou Schwaben) au sud-est et aux Badener au sud. Bien que le peuple du Palatinat électoral soit souvent compté parmi le peuple badois (Badener), il ne se considère pas comme tel. 
Kurpfälzisch est parlé dans le Palatinat électoral sur la rive droite du Rhin, la différence avec le Vorderpfalz sur la rive gauche du Rhin est minime. Cette région linguistique s'étend de Mannheim et Viernheim au nord en passant par Weinheim, Heidelberg et Wiesloch jusqu'à Bruchsal au sud ; à l'est, il s'étend dans le Odenwald (du Pays de Bade) via Neckargemünd jusqu'à Eberbach, Mosbach et Sinsheim. Environ 1 500 000 personnes vivent dans cette zone.

## Histoire
Le Palatinat électoral historique est né du Palatinat de Rhénanie-Lorraine, dont le cœur était initialement un peu plus au nord. Après la disparition de la famille aristocratique des Ezzonides, la région a été déplacée vers le sud au XIe siècle, où elle est restée jusqu'à sa division. Après l'attribution du Palatinat à diverses maisons régnantes, les Wittelsbacher sont arrivés au pouvoir au XIIIe siècle. Parmi eux, le Palatinat proche du Rhin, bientôt connu sous le nom de « Palatinat électoral », a acquis une grande importance politique dans le sud de l'Allemagne. Après la disparition de la lignée bavaroise de la famille Wittelsbach, l’Électorat de Bavière est tombé aux mains de la lignée du Palatinat en 1777. Le Kurpfalz-Bayern est né de cela jusqu'à ce que le Palatinat électoral soit divisé ; le Palatinat sur la rive gauche du Rhin est devenu français pendant les guerres de la Révolution française, mais après le renversement de Napoléon Bonaparte, il est devenu une partie du Royaume de Bavière qui avait été établi entre-temps. Le noyau du Palatinat électoral entre le Rhin et le Neckar est arrivé au Grand-duché de Bade en 1803 dans le Reichsdeputationshauptschluss et a partagé son histoire depuis lors (voir Baden au XIXe siècle). Pour l'ancien Palatinat électoral perdu, la Bavière a reçu une zone nouvellement formée sur la rive gauche du Rhin, le Rhin Palatinat (Rheinpfalz) (cédé après la Seconde Guerre mondiale).

## Au20eet21e siècle
Des efforts pour surmonter la scission dans l’ancien Palatinat électoral ont été faits pour la dernière fois en 1948 par le maire de Mannheim, Hermann Heimerich. L’échec de ces efforts était dû notamment au fait que les États territoriaux du sud de l’Allemagne, en raison de leur unité, étaient supérieurs au caractère fragmenté du Palatinat électoral. Des villes comme Worms, Spire ou Bruchsal ne pouvaient pas s’identifier avec le Palatinat électoral historique. En 2005, la Région métropolitaine Rhin-Neckar a été créée par un traité d’État pour faciliter et renforcer la coopération transfrontalière. L’ancien Palatinat électoral se rapproche à nouveau.

## Influences du Palatinat électoral

### Blasons
Les armoiries du Palatinat électoral historiques avec le lion du Palatinat se trouvent en tout ou en partie dans certaines armoiries des autorités régionales d'aujourd'hui, mais souvent sans les diamants blancs et bleus des Wittelsbacher.  Le grand blason du Bade-Wurtemberg est particulièrement remarquable, dans lequel il joue un rôle subordonné au sens héraldique.

Blasons du Bade-Wurtemberg
Kurpfalz
Bammental
Mannheim
Schwetzingen
Schriesheim
Weinheim
Baden-Württemberg

### Autres aspects
- Kurpfalzbrücke - l’un des ponts traversant le Neckar à Mannheim, construit entre 1947 et 1950
- Kurpfälzisches Kammerorchester - Orchestre de chambre du Palatinat du Rhin - est considéré comme le successeur de "l'Orchestre de la Cour électorale" du Prince-électeur Karl Theodor
- Kurpfälzisches Museum - Musée avec département archéologique à Heidelberg
- Kurpfalz-Park - un parc de loisirs et animalier près de Wachenheim (Rhénanie-Palatinat)
- Kurpfalzring - un ancien nom de la piste de course automobile d’aujourd’hui Hockenheimring Baden-Württemberg
- Kurpfälzisches Winzerfest Wiesloch - festival folklorique annuel à Wiesloch
- Kurpfalz-Centrum - bâtiment administratif et commercial au centre de Leimen

Certaines entreprises qui ont leurs origines ou une succursale dans le Palatinat électoral ont également le Palatinat électoral dans leur nom (par exemple la succursale Porsche Kurpfalz).